# کرسن-روشفور
کرسن-روشفور (به فرانسوی: Cressin-Rochefort) یک کمون در فرانسه است که در Canton of Belley واقع شده‌است.

## خصوصیات
کرسن-روشفور ۷٫۹۳ کیلومترمربع مساحت و ۳۶۱ نفر جمعیت دارد و ۲۳۰ متر بالاتر از سطح دریا واقع شده‌است.